# Goethe-Gesellschaft

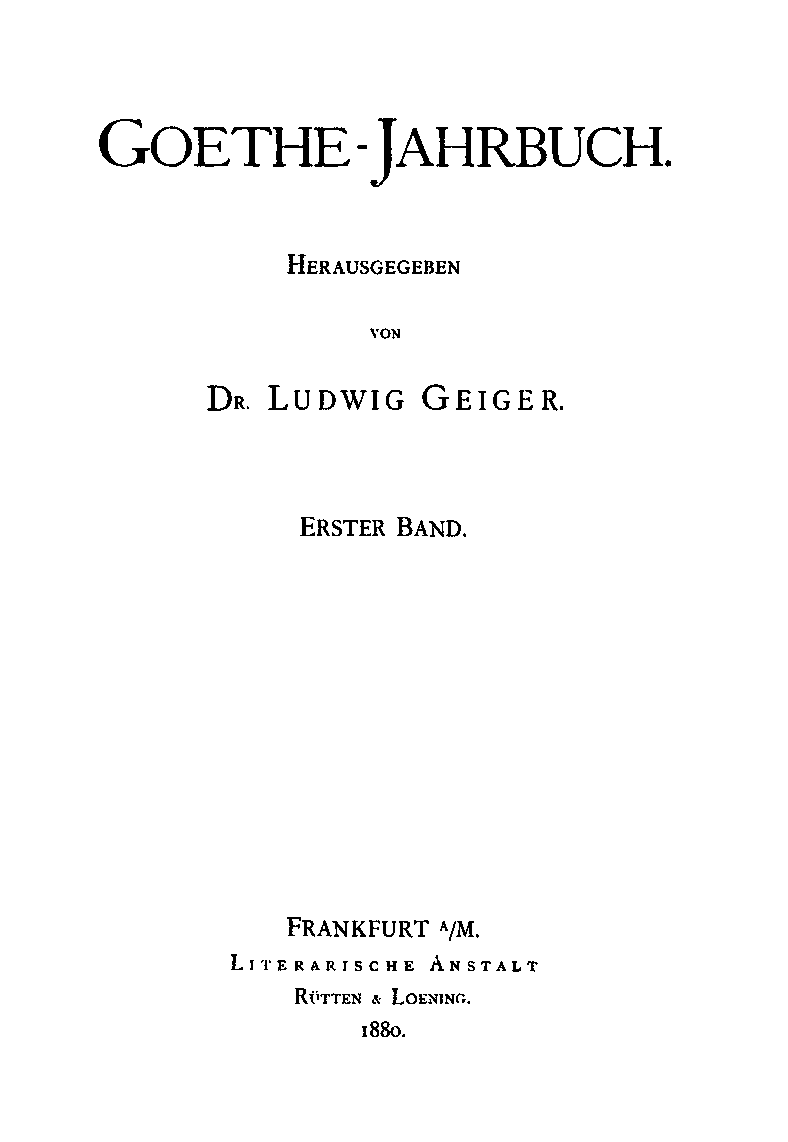

Die Goethe-Gesellschaft in Weimar e. V. wurde im Jahre 1885 auf Anregung von Großherzogin Sophie unter Großherzog Carl Alexander von Sachsen-Weimar-Eisenach gegründet. Die Vereinigung ist eine literarisch-wissenschaftliche Gesellschaft mit Sitz in Weimar. Sie will unter anderem „zu vertiefter Kenntnis Goethes beitragen, seine Bedeutung für die moderne Welt aufzeigen und der ihm gewidmeten Forschung Anregungen geben“ (Satzung). Ihre Publikationsorgane sind als Periodikum das Goethe-Jahrbuch (GJb), das 1880 von Ludwig Geiger gegründet wurde, und in loser Folge die Schriften der Goethe-Gesellschaft (SchrGG). Die höchste Auszeichnung des Vereins ist die Goldene Goethe-Medaille.

## Gesellschaft und Mitgliedschaft
Die Goethe-Gesellschaft hat rund 2500 Mitglieder in 40 Ländern. In den 56 deutschen Ortsvereinigungen sind etwa 7000 Mitglieder organisiert. Neben der Goethe-Gesellschaft in Weimar und ihren Ortsvereinigungen in Deutschland bestehen 40 Goethe-Gesellschaften im Ausland, darunter die bereits 1878 als Wiener Goethe-Verein begründete Österreichische Goethe-Gesellschaft.
Alle zwei Jahre, in der Woche nach Pfingsten (von Mittwoch bis Samstag), findet im thüringischen Weimar die sogenannte Hauptversammlung statt: Sie besteht aus einer festlichen Eröffnung, einer wissenschaftlichen Konferenz in sechs Arbeitsgruppen, Podiumsveranstaltungen, einer Mitgliederversammlung, einem geselligen Abend und kulturellen Angeboten. Den Auftakt am Mittwoch bildet seit 2001 ein „Symposium junge Goetheforschung“ (vormals Symposium junger Goetheforscher).
Die Goethe-Gesellschaft fördert Goetheforscher mit einem Stipendienprogramm, bietet Vorträge an, veranstaltet Akademien und Symposien. Mitglieder erhalten das etwa 400-seitige Goethe-Jahrbuch mit den neuesten Erkenntnissen zu Goethes Leben und Werk und haben freien Eintritt in die nahezu 20 Museen der Klassik Stiftung Weimar sowie ins Düsseldorfer Goethe-Museum.
Amtierender Präsident der Goethe-Gesellschaft ist Stefan Matuschek, Geschäftsführer ist Hannes Höfer.

## Anfangszeit
Zur Goethe-Gesellschaft gehörten schon früh renommierte Frauen, darunter die Feministin Helene Stöcker, die auch als Autorin in den Publikationen der Gesellschaft hervortrat.

## Weimarer Republik und Zeit des Nationalsozialismus
Gegen Ende des Ersten Weltkrieges bildeten sich Ortsgruppen (später: Ortsvereinigungen), die immer stärker eine Demokratisierung der Gesellschaft forderten, doch sträubte sich die nationalkonservative Leitung der Gesellschaft gegen diese Bestrebungen. Insbesondere die größte Ortsgruppe, die Goethe-Gesellschaft zu Berlin, opponierte gegen die Gesellschaftsleitung. Der offen monarchistische und antisemitische Präsident von 1922 bis 1926, der Berliner Ordinarius Gustav Roethe, vermutete hinter der Opposition der Berliner Ortsgruppe eine jüdische Kabale. Der Verein hatte in der Weltwirtschaftskrise seit 1929 einen starken Mitgliederrückgang zu verzeichnen.
Nach der Machtergreifung der Nationalsozialisten 1933 traten zahlreiche jüdische Mitglieder aus der Organisation aus, deren berufliche Existenz durch das Berufsbeamtengesetz vernichtet worden war und die nun, den Untersuchungen W. Daniel Wilsons (2015, 2018) zufolge, eher austreten wollten als auf den Ausschluss zu warten. Die Gesellschaft nahm aus eigenem Antrieb nach 1933 keine Juden mehr auf. Die Gleichschaltung wurde unter dem Präsidenten Julius Petersen und den Vizepräsidenten Hans Wahl und Anton Kippenberg, der sich schon 1924 zum Antisemitismus bekannt hatte, auch in der Goetheforschung vollzogen. Nach der Reichspogromnacht 1938 wurden dann alle jüdischen Mitglieder pauschal ausgeschlossen, doch der These Wilsons zufolge wurde dieser Ausschluss nicht erzwungen, wie es in der Forschung behauptet wurde. Die Goethe-Gesellschaft stand bei vielen Nationalsozialisten im Verruf, „verjudet“ zu sein. Seit 1935 wurde Goethe jedoch immer mehr in die auswärtige Kulturpolitik einbezogen und die Goethe-Gesellschaft für Regimezwecke verwendet. Im Krieg musste sie – wie alle größeren Privatvereine – ihre Hauptversammlungen einstellen. Sie erhielt jedoch für ihre Zeitschrift Goethe weiterhin die nötige Papierzuteilung, so dass diese fast bis zum Kriegsende erscheinen konnte. Aus mehreren Gründen stieg die Mitgliederzahl während des Zweiten Weltkrieges so stark an, dass zeitweise eine Mitgliedersperre verhängt werden musste. 1935 jährte sich die Goethe-Gesellschaft zum fünfzigsten Male. Ein Jahr darauf erschien von Wolfgang Goetz eine Geschichte der Gesellschaft.

## Präsidenten
- 1885–1899 Eduard von Simson
- 1899–1906 Carl Ruland
- 1906–1913 Erich Schmidt
- 1913–1920 Georg von Rheinbaben
- 1920–1922 Albert Bürklin
- 1922–1926 Gustav Roethe
- 1926–1938 Julius Petersen
- 1938–1950 Anton Kippenberg
- 1950–1971 Andreas Bruno Wachsmuth
- 1971–1973 Helmut Holtzhauer
- 1973–1990 Karl-Heinz Hahn
- 1990–1991 Jörn Göres
- 1991–1999 Werner Keller
- 1999–2019 Jochen Golz
- seit 15. Juni 2019 Stefan Matuschek

## Ortsvereinigungen
- Derzeit gibt es in Deutschland über 50 Ortsvereinigungen der Goethe-Gesellschaft.[6]